# Комптон, Джон
Сэр Джон Джордж Мелвин Комптон (англ. John George Melvin Compton, 29 апреля 1925, Кануан, колония Подветренные Острова — 7 сентября 2007, Кастри, Сент-Люсия) — премьер-министр Сент-Люсии в 1979, 1982—1996, 2006—2007 годах.

## Биография
В 1939 г. приезжает на Сент-Люсию. Получил образование в сфере права и экономики в Университетском колледже Уэльса и Лондонской школе экономики. В 1951 г. становится членом адвокатского сословия (Bar).
В 1954 г. избирается в качестве независимого кандидата в Законодательный совет, назначается членом Исполнительного совета, ответственным за социальные вопросы, оставаясь на этом посту до 1956 г. В 1957 г. вступил в Лейбористскую партию Сент-Люсии.
В 1958—1961 гг. — министр промышленности и торговли, заместитель лидера партии. Однако, после переизбрания в Законодательный совет в 1961 г., отказывается войти в Исполнительный совет вследствие несогласия с кадровыми решениями главного министра Джорджа Чарльза. Комптон создает новую политическую силу — Национальное лейбористское движение. В 1964 г. после слияние с другой оппозиционной партией — Народно-прогрессивной — создаётся Объединённая рабочая партия Сент-Люсии (ОРП), которая в том же году побеждает на выборах.
В 1964—1979 гг. — главный, первый министр кабинета министров Сент-Люсии. В экономике проводил курс на привлечение иностранных инвестиций. Однако, основной целью его политики стала борьба за предоставление стране независимости. Первый шаг на этом пути был сделан в 1967 г., когда Сент-Люсия получила статус государства, ассоциированного с Великобританией. После победы на очередных выборах в 1974 г. кабинет Комптона стал настаивать на проведении переговоров по предоставлению острову полного суверенитета. В 1978 г. на конференции в Лондоне была разработана конституция Сент-Люсии и принято решение о предоставлении ей независимости. Комптон оставался на посту премьер-министра до досрочных парламентских выборов в июле 1979 г., на которых ОРП потерпела неожиданное поражение от лейбористов.
Однако, долго находиться в оппозиции ему не пришлось. После краха, вследствие внутрипартийных разногласий, кабинета Аллана Луизи ОРП побеждает на выборах 1982 г., Комптон вновь занимает премьерское кресло. Его политический курс характеризуется как проамериканский, консервативный и антикоммунистический. В экономике, урезав бюджетные расходы и проводя успешную политику по привлечению иностранных инвестиций, правящему кабинету удается добиться к середине 1980-х гг. ежегодного показателя роста на уровне свыше 8 %. Еще одно важное направление проводимой политики — усиление межрегиональной интеграции. Но уже в 1990-е гг. ситуация меняется к худшему — начинаются проблемы с экспортом бананов в Европу, что на фоне обострения международной конкуренции приводит с значительному снижению темпов экономического роста, промышленное производство в 1997 г. сократилось на 9 %. Популярность Комптона резко падает и ОРП принимает решение заменить его на посту премьера Вогэном Льюисом. Находясь в отставке, Комптон занимался юридической практикой.
В марте 2005 г. в 80-летнем возрасте на партийном съезде вновь выдвинулся в лидеры ОРП и победил Вогэна, получив 260 голосов против 135. На парламентских выборах 2006 г. партия одерживает убедительную победу и Комптон вновь возглавил кабинета министров, одновременно являясь министром финансов. На этот раз в качестве приоритетов он выбирает обеспечение личной безопасности граждан, вложение в сферу образования.
Несмотря на преклонный возраст, уверенно провёл предвыборную кампанию. Однако, в мае 2007 г. с ним случается инсульт, в августе его состояние здоровья резко ухудшается, и 7 сентября он скончался.

## Семья
В 1967 году женился на Барбаре Дженис Кларк, дочери первого уроженца Сент-Люсии ставшего генерал-губернатором, сэра Фредерика Кларка. В браке родилось 5 детей: Джанин, Шон, Майя, Фиона и Нина.